# Джена Дюън
Джена Дюън (на английски: Jenna Dewan) е американска актриса. Започва кариерата си като танцьорка за Джанет Джексън, а по-късно и за Пинк, Миси Елиът и Кристина Агилера. Най-известната ѝ роля е на Нора във филма „В ритъма на танца“(Step up). Тя също така има роля в сериала „Зловеща семейна история“.
Омъжена е за актьора Чанинг Тейтъм, с когото започват да излизат заедно след снимките на „В ритъма на танца“, а на 11 юли 2009 г. са венчани в Малибу.